# Billy Wrigglesworth
William Herbert „Billy” Wrigglesworth (ur. 12 listopada 1912 – zm. 11 sierpnia 1980) był angielskim piłkarzem występującym na pozycji napastnika. Występował w Chesterfield i Wolverhampton Wanderers zanim w 1937 roku trafił do Manchesteru United. W 1947 został przetransferowany do Boltonu Wanderers. W 37 meczach dla Manchesteru United zdobył 10 goli.